# Route nationale 542
Die Route nationale 542, kurz N 542 oder RN 542, ist eine französische Nationalstraße.
Die Nationalstraße wurde 1933 zwischen Le Pontet und der Nationalstraße 100 im Tal der Durance südlich von Chorges festgelegt. Ihre Länge betrug 162,5 Kilometer. 1961 wurde der Abschnitt zwischen der Einmündung der neuen N 100B nordöstlich von Tallard und der N 100 (ab dem Zeitpunkt Teil der neuen N 100B) von der N 100B übernommen. Dadurch verlor sie ihre direkte Verbindung mit ihrem Seitenast N 542A. 1967 wurde sie zur Départementsstraße 3 abgestuft, die zwischen der N 100B und Nationalstraße 94 östlich von La Bâtie-Neuve zur N 542 führte. Damit bestand wieder Verbindung zum Seitenast. 1973 erfolgte die Abstufung. Seit 2004 gibt es als Teil des Itinéraire à Grand Gabarit wieder eine N 542.

## N 542a
Die Route nationale 542A, kurz N 542A oder RN 542A, war von 1933 bis 1973 ein Seitenast der N 542, der von dieser östlich von Tallard abzweigte und nach Gap führte. Ihre Länge betrug 19 Kilometer. Von 1961 bis 1967 hatte sie keine Verbindung zu ihrer Stammstraße, ab 1967 querte diese dann mittig.